# Hatakeyama Shigeyasu
Hatakeyama Rokurō Shigeyasu (畠山 六郎 重保) foi um guerreiro do Período Kamakura da História do Japão vítima de intrigas políticas em 1205. 

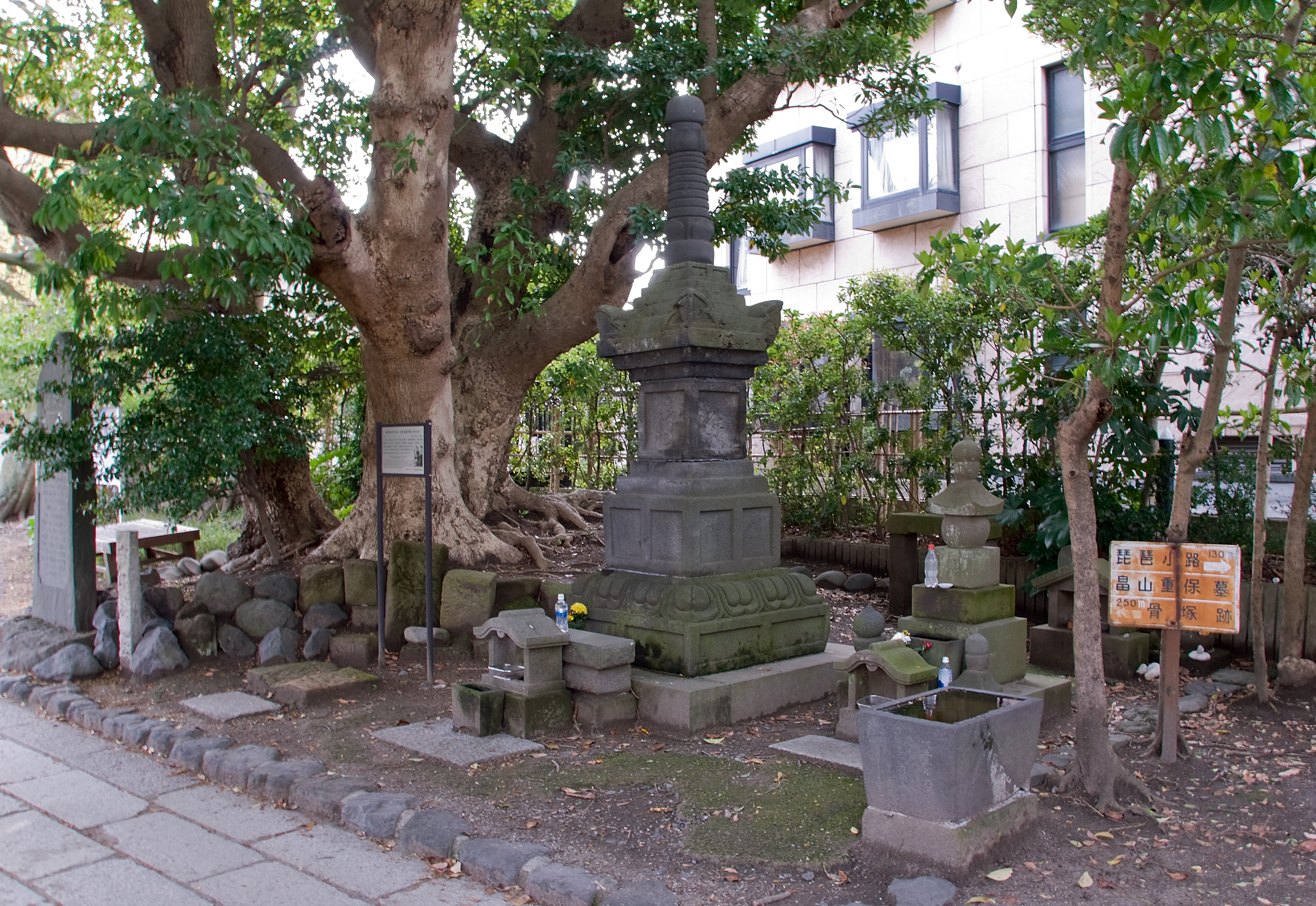
Sepultura de Hatakeyama Shigeyasu e sua hōkyōintō

A sepultura tradicionalmente atribuída a ele descansa sob uma árvore próximo a praia de Yuigahama ao final da Avenida Wakamiya Ōji, na Cidade de Kamakura , Província de Kanagawa , no Japão. Ao lado desta se localiza o Ichi no Torii do Santuário Tsurugaoka Hachiman-gué . As razões para esta atribuição provavelmente decorrem da sepultura se localizar dentro da antiga propriedade Hatakeyama, e que Shigeyasu foi morto em batalha por guerreiros do Clã Hōjō em Yuigahama . 
Próximo ao hōkyōintō está uma estela preta (à esquerda na foto) erguida em 1920, que explica as circunstâncias de sua morte. Seu texto diz : 

Sepultura de  Hatakeyama Shigeyasu 

Hatakeyama Shigeyasu foi o filho mais velho de Hatakeyama Shigetada. Ele se envolveu num conflito com Hiraga Tomomasa, um aliado de Hōjō Tokimasa. Tomomasa não esquecera deste contratempo e tanto falou a Tokimasa contra Shigeyasu. O próprio Tokimasa não esquecera como fez Shigeyasu. 

Shigeyasu estava seguindo os desejos de Minamoto no Yoritomo, tentando proteger o filho do Shōgun e herdeiro Minamoto no Yoriie, enquanto Tokimasa estava procurando uma desculpa para matá-los.
Tendo recebido do Shōgun Sanetomo a ordem para prender Shigeyasu, Tokimasa cercou residência dos Hatakeyama com seus soldados. 

Shigeyasu lutou bravamente, mas ao final foi morto. O dia era 22 de junho de 1205, e é aqui que sua sepultura estava. No dia seguinte,  o próprio Shigetada foi enganado e vai a Futamatagawa na Musashi no kuni (uma província a nordeste de Kanagawa), onde foi morto. 

Erguido em março 1922 por Seinendan Kamakurachō

Shigeyasu foi um dos samurais que, em dezembro de 1204, foi escolhido para ir a Kyoto escoltando a mulher do Shōgun Sanetomo, e foi nessa ocasião que, em uma festa, ele teve uma briga verbal com Hiraga Tomomasa, que era o responsável pelas defesas da capital . Parece que esse fato, além de gerar a hostilidade existente entre Shigeyasu e Tomomasa, que tinham feudos vizinhos, ofereceu ao Hōjō um pretexto para se livrar do Clã Hatakeyama, que conseqüentemente tornou-se extinto . Revivido mais tarde por Hōjō Tokimasa.

## A lenda do Bofuseki
Uma lenda liga uma grande rocha chamada Bofuseki (慕夫石, rocha do marido amoroso) em uma colina chamada Ishikiriyama (石切山) atrás do templo Jufuku-ji a esposa de Hatakeyama Shigeyasu . A lenda diz que, quando Shigeyasu foi morto em batalha em Yuigahama sua esposa subiu ao topo da colina para ver o que estava acontecendo e foi transformada em pedra dura por causa de seu sofrimento .